# یلوه گلوخاکستر
یلوهٔ گلوخاکستر (نام علمی: Mustelirallus albicollis)، یک گونه از پرندگان خانوادهٔ یلوگان است که در آرژانتین، بولیوی، برزیل، کلمبیا، گویان فرانسه، گویان، پاراگوئه، پرو، سورینام، ترینیداد و توباگو و ونزوئلا یافت می‌شود. زیستگاه‌های طبیعی آن علفزارها و باتلاق‌های پست فصلی نمناک یا سیل‌زده در منطقه نیمه‌گرمسیری یا گرمسیری است.